# Fambach

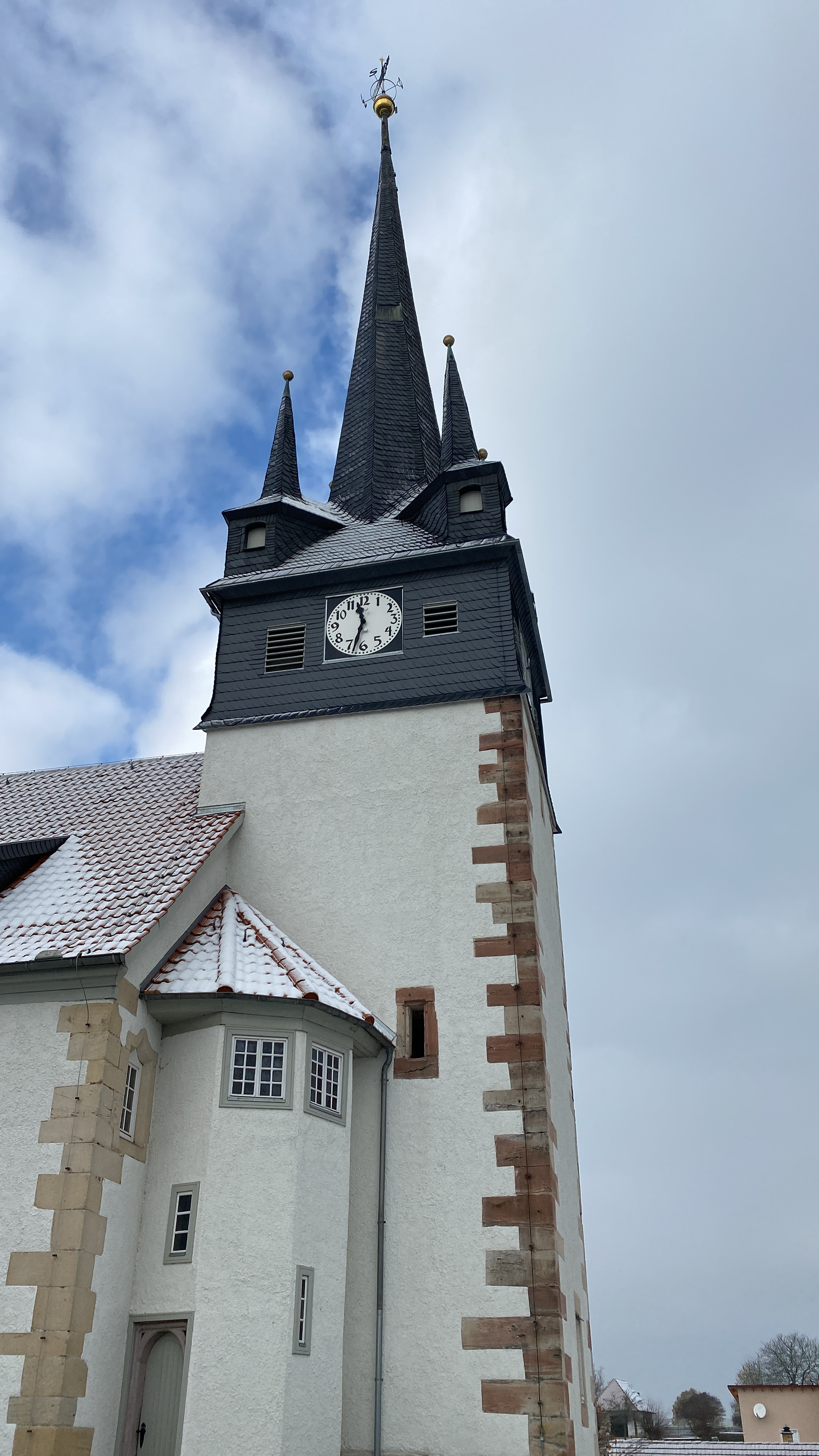
Jakobus Kirche Fambach

Fambach ist eine Gemeinde im Landkreis Schmalkalden-Meiningen in Thüringen. Erfüllende Gemeinde für Fambach ist die Gemeinde Breitungen/Werra.

## Geografie
Der Ort Fambach liegt im oberen Werratal zwischen Meiningen und Bad Salzungen unmittelbar an der Bundesstraße 19, die seit den 1990er Jahren schrittweise auf die Trasse der in den 1930er Jahren geplanten und unvollendet gebliebenen Reichsautobahnstrecke 85 verlegt wurde.
Die Gemeinde Fambach besteht aus den Ortsteilen Fambach mit Oelmühle und Heßles mit Nüßleshof.

## Geschichte
Erstmals wurde der Ort im Jahr 1183 als Vanebach urkundlich erwähnt. Die Burg Todenwarth wurde bereits 1185 als Befestigungsanlage genannt. 1456 belehnte man die Wölffe von Todenwarth mit der Burg. Diese Burgvögte wurden später Reichsfreiherren und saßen bis in das 19. Jahrhundert in der Befestigungsanlage. Die unregelmäßige viereckige Burg war das Eingangstor zur Landwehr im Raum Schmalkalden. Die Straße führte einst direkt durch die Anlage.
Die in die USA ausgewanderte Fambacherin Katherina Krech stiftete das erste Fambacher Gemeindehaus mit Schwesternstation, einem Kleinkinderschulraum, den Räumen des Frauenvereins und der Bibelstunde, es wurde am 10. November 1912 als „Katharinenheim“ eingeweiht. Ebenfalls 1912 wurde im Ortsteil Oelmühle die Rommel'sche Fabrik errichtet, ein Metallbetrieb. Nach Enteignung des Fabrikbesitzers F. Rommel im Jahr 1947 wurde die Fabrik zum VEB Werkzeuge Fambach Oelmühle und gehörte ab 1969 zum Werkzeugkombinat Schmalkalden (Smalcalda), einem der vier Kombinate des VVB Werkzeugmaschinen und Werkzeuge. Ein weiterer Betrieb im Ortsteil Oelmühle war das VEB Trusetal-Werk, welches 1979 als VEB Sportgeräte Fambach bzw. Betrieb II in den VEB Kombinat Sportgeräte Schmalkalden integriert wurde. Hier wurden beispielsweise Schlittschuhe für die Marke „Germina“ gefertigt.
Von 1993 bis 1996 gehörte die Gemeinde der Verwaltungsgemeinschaft Werratal. Mit ihrer Auflösung wurde Breitungen/Werra die erfüllende Gemeinde für Fambach.

### Eingemeindungen
Am 1. Dezember 2008 wurde die ehemals selbständige Gemeinde Heßles in die Gemeinde Fambach eingegliedert.

### Einwohnerentwicklung
Entwicklung der Einwohnerzahl:
| - 1995 – 2.093 - 2000 – 2.063 - 2005 – 1.956 - 2010 – 2.215 - 2015 – 2.091 - 2020 – 2.050 |

 Datenquelle: ab 1994 Thüringer Landesamt für Statistik – Werte vom 31. Dezember

## Politik

### Gemeinderat
Der Gemeinderat aus Fambach setzt sich aus 14 Ratsfrauen und Ratsherren zusammen.
- CDU 8 Sitze (50,2 %)
- BI-SPD 4 Sitze (31,9 %)
- SV Fambach 2 Sitze (17,9 %)

(Stand: Kommunalwahl am 26. Mai 2019)

### Bürgermeister
Der ehrenamtliche Bürgermeister Ralf-Peter Schmidt (CDU) wurde am 21. Oktober 2018 gewählt, zuvor waren von 2004 bis 2012 Ronny Römhild (BI/SPD) und von 2012 bis 2018 Jürgen Herrmann (BI/SPD) im Amt.

### Wappen
| Wappen von Fambach | Blasonierung: „Geviert von Gold und Blau; im Feld 1 eine grüne Linde, im Feld 2 und 3 je zwei silberne Pfähle, im Feld 4 ein roter Wolf mit silberner Bewehrung.“ |
| Wappen von Fambach | Wappenbegründung: Bereits 1950 führte die Gemeinde Fambach ein Dienstsiegel mit einer Linde in der Mitte und der Umschrift: Gemeinde Fambach. Die Gemeindevertretung legte 1991 fest, dieses Dienstsiegel als provisorisches Wappen zu verwenden. Walter Nickel aus Roßdorf übernahm den Auftrag, ein neues Gemeindewappen zu gestalten. Im Januar 1995 erhielt die Gemeinde Fambach die Genehmigung, dieses Wappen zu führen. |

## Kultur und Sehenswürdigkeiten

### Sehenswürdigkeiten
- Kirche St. Jakobus (Fambach)
- Dicke Lärche beim Nüßleshof

### Freizeit und Naherholung
- Mit dem Nüßleser Grund rund um den Nüßleshof existiert innerhalb der Gemeinde ein Naherholungsgebiet mit Campingplatz und Gastronomie

### Regelmäßige Veranstaltungen
- Mitte September ist immer drei Tage lang Kirmes im Ort.
- Am 1. Mai findet jährlich das Feuerwehr-Fest statt.
- Von 2014 bis 2018 gab es am 2. Juliwochenende ein Zeltfestival, zu dem namhafte Künstler engagiert wurden. So traten bereits Ute Freudenberg, Christian Lais, Dorfrocker, Bonnie Tyler, Voxxclub, Glasperlenspiel, Chris Norman, DJ Ötzi, Christina Stürmer, Matthias Reim, Stefanie Hertel, Johannes Oerding, Sandra, Thomas Anders & Modern Talking-Band, Suzi Quatro und Andy Borg auf.
- Jedes Jahr findet der Famberglauf statt.
- Im Herbst findet das Kürbisfest statt.